# Lucy (film)
Lucy is een Engelstalige Franse actie-sciencefictionfilm, geregisseerd door Luc Besson en met Scarlett Johansson in de titelrol.

## Verhaal
Lucy is een jonge, vrije vrouw die in Taipei woont en feest. Op een dag ketent haar vriend haar aan een koffer vast met handboeien. Hij zegt dat de koffer kantoorartikelen bevat en de enige manier om van de koffer af te komen is deze af te geven in een kantoorpand. Eenmaal binnen wordt al snel duidelijk dat er geen kantoorartikelen in de koffer zitten en wordt ze mee naar het penthouse van het pand genomen door een aantal bodyguards. Hier komt ze erachter dat er een nieuwe soort drugs genaamd CPH4 in de koffer zitten. Even later krijgt ze een baan aangeboden door de leider van de bodyguards. Maar wanneer ze dit afslaat wordt ze bewusteloos geslagen. Als ze wakker wordt, ontdekt ze dat de drugs in haar buik verstopt zitten, waardoor gedwongen wordt om deze drugs te smokkelen. De criminele bende waar ze naartoe moet, is niet al te vriendelijk. Door een trap in haar maag scheurt de zak met de drugs. Hierdoor verandert Lucy langzaam in een superheld met het brein van 1000 supercomputers bij elkaar. Doordat haar brein stapsgewijs steeds meer van de capaciteit gaat gebruiken ontwikkelt ze superkrachten. Als ze weet hoe ze met deze krachten moet omgaan, gaat ze op zoek naar de daders die haar dit hebben aangedaan en probeert ze een doel voor haar gaven te vinden. Ze spoort een wetenschapper op die onderzoek doet in de richting van de capaciteit van het brein. Hij vertelt haar dat het doel van het leven is om de kennis van de ene cel op de andere door te geven en dat ze biologisch gezien haar kennis dus door zou moeten geven aan de rest van de mensheid. Aan het einde van de film sluit Lucy af met een zin die ze eerder in de film al begonnen is, maar nog niet heeft afgemaakt. Ze zegt: "Life was given to us a billion years ago, now you know what to do with it." (Het leven is ons een miljard jaar geleden gegeven, nu weet je wat je ermee moet doen.) Hiermee wordt gerefereerd aan haar eerder bevonden doel: namelijk het doorgeven van je kennis aan je medemens en nageslacht om zo het menselijke ras te helpen voortbestaan.

## Rolverdeling
| Acteur             | Personage               |
| ------------------ | ----------------------- |
| Scarlett Johansson | Lucy Miller             |
| Morgan Freeman     | Professor Samuel Norman |
| Choi Min-sik       | Mr. Jang                |
| Amr Waked          | Pierre Del Rio          |
| Pilou Asbæk        | Richard                 |
| Analeigh Tipton    | Caroline                |
| Julian Rhind-Tutt  | The Limey               |